# ويليم فوس
ويليم فوس (بالهولندية: Willem Vos)‏ هو فيزيائي هولندي، ولد في 30 أغسطس 1964.